# Der Schut
Der Schut is een Duitse avonturenfilm uit 1964 onder regie van Robert Siodmak. De film is gebaseerd op de gelijknamige novelle uit 1892 van de Duitse auteur Karl May. De film werd destijds in Nederland uitgebracht onder de titel Kara Ben Nemsi, de held van de woeste Balkan.

## Verhaal
Kara Ben Nemsi en Hadschi Halef Omar trekken door de Balkan. Ze jagen op een meedogenloze boevenbende, die de streek onveilig maakt en een beroemde Franse wetenschapper heeft ontvoerd.

## Rolverdeling
| Acteur                | Personage          |
| --------------------- | ------------------ |
| Lex Barker            | Kara Ben Nemsi     |
| Ralf Wolter           | Hadschi Halef Omar |
| Marie Versini         | Tschita            |
| Rik Battaglia         | Kara Nirwan        |
| Dieter Borsche        | Sir David Lindsay  |
| Chris Howland         | Butler Archie      |
| Friedrich von Ledebur | Mübarek            |
| Marianne Hold         | Annette Galingré   |